# Xiaomi 14
Lo Xiaomi 14 è uno smartphone di fascia alta prodotto da Xiaomi, annunciato il 26 ottobre 2023 e commercializzato  il 1º novembre dello stesso anno.

## Caratteristiche tecniche

### Hardware

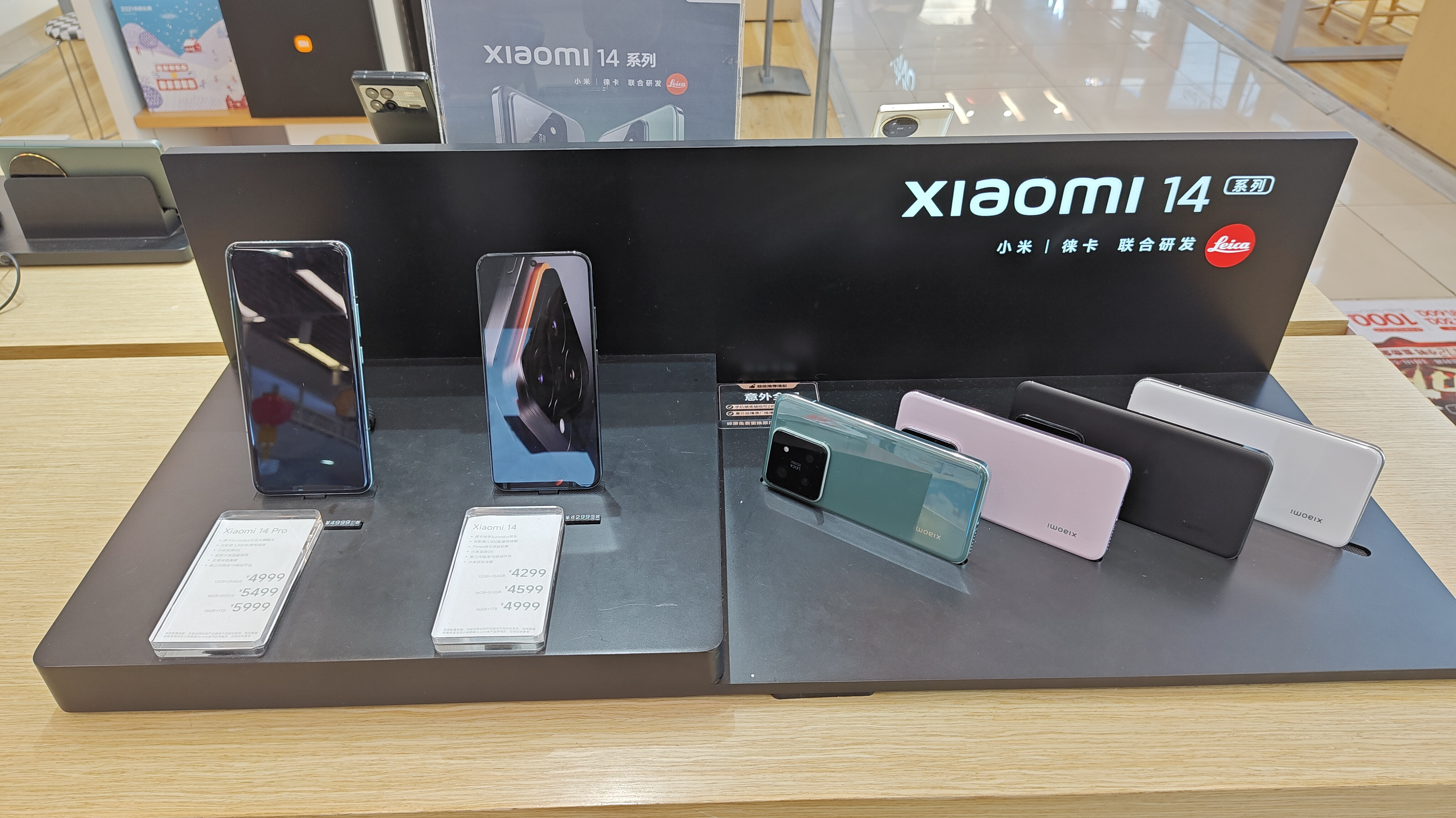
Lo Xiaomi 14 e il 14 Pro visti frontalmente, e diverse colorazioni del retro.

Il dispositivo misura 152.8 x 71.5 x 8.2 (8.3 nella versione con retro in polimeri di silicone anziché vetro) mm e pesa 188 (o 193) grammi. Ha un chipset Qualcomm Snapdragon 8 Gen 3 (processo a 4 nm), con CPU octa-core e GPU Adreno 750. È disponibile in 5 configurazioni di memoria: 256 GB di memoria interna e 8 o 12 GB di RAM, 512 GB di memoria interna e 12 o 16 GB di RAM oppure 1 TB di memoria interna e 16 GB di RAM. Non dispone di memoria espandibile. La memoria interna è UFS 4.0.
Supporta la connettività 2/3/4/5G, CDMA, CDMA2000, Wi-Fi 802.11 a/b/g/n/ac/6e/7 dual-band, con supporto a Wi-Fi Direct e uso come hotspot, Bluetooth 5.4 con A2DP, LE, aptX HD, aptX Adaptive, LHDC. Il GPS include supporto per GPS assistito, GLONASS, BDS, GALILEO, NavIC e QZSS. È dotato di NFC, porta a infrarossi e porta USB-C 3.2 con supporto OTG.
Non dispone di radio FM né del jack audio da 3.5 mm. Il display è un OLED da 6.36 pollici, con risoluzione Full HD+, Dolby Vision, densità di pixel di 460 ppi, frequenza di aggiornamento variabile fino a 120 Hz e supporto allo standard HDR10+. Lo schermo è protetto da vetro Gorilla Glass Victus. Il sensore di impronte digitali è ottico e posizionato sotto lo schermo.
Per quanto riguarda il comparto fotografico, ha una configurazione tripla sul retro: un sensore principale da 50 megapixel con apertura f/1.6, un teleobiettivo macro da 50 megapixel con apertura f/2.0 e lunghezza focale di 75 mm, e un sensore ultra-grandangolare da 50 megapixel con apertura f/2.2, accompagnati da un doppio flash LED. Sono presenti lenti Leica ed autofocus laser. Può registrare video in 8K a 24 fps con HDR, 4K a 24, 30 o 60 fps con HDR10+ e Dolby Vision HDR a 10 bit, e Full HD a 30, 60, 120 fps o 240 o 960 fps (al rallentatore). Infine, si possono registrare video in 720p al rallentatore a 1920 fps. La fotocamera anteriore è da 32 megapixel con apertura f/2.0 e registrazione video 4K a 30 o 60 fps.
Ha una batteria ai polimeri di litio da 4610 mAh, non removibile, con supporto per la ricarica rapida a 90 W (che, secondo il produttore, garantisce la ricarica completa del dispositivo in 31 minuti), ricarica senza fili a 50 W e ricarica senza fili inversa a 10 W.

### Software
Il dispositivo è dotato di Android 14, aggiornabile ad Android 15, con interfaccia utente HyperOS 1.1.

## Versioni
Gli altri smartphone della famiglia Xiaomi 14 sono:
- Xiaomi 14 Pro, che differisce dal modello base principalmente per lo schermo LTPO AMOLED da 6,73 pollici con risoluzione QHD+ (1440 x 3200 pixel), per il fatto che la fotocamera principale posteriore ha un'apertura variabile da f/1.4 a f/4.0 e per la batteria da 4880 mAh con ricarica cablata a 120 W, che secondo il produttore consente la ricarica completa del dispositivo in 18 minuti. Nella versione Titanium è inoltre presente la comunicazione bidirezionale via satellite;[2]
- Xiaomi 14 Ultra, variante rilasciata a febbraio 2024 che si distingue dal modello base per un display LTPO AMOLED QHD+ da 6,81 pollici con protezione Xiaomi Shield Glass, presenza di versione con retro in ecopelle e di possibilità di avere il frame laterale in alluminio o in titanio, un comparto fotografico avanzato con quattro sensori da 50 MP e la TOF 3D, una minore scelta di opzioni di memoria e la batteria da 5000 mAh (5300 per il mercato cinese) con ricarica cablata a 90 W e senza fili a 80 W;[3]
- Xiaomi 14 Civi, variante rilasciata a giugno 2024 che si distingue dal modello base per lo schermo AMOLED da 6,55" 1236x2750 pixel, il chipset Qualcomm SM8635 Snapdragon 8s Gen 3, differenze nei tagli di memoria, per il fatto che il terzo obiettivo posteriore è da 12 MP grandangolare, per le due fotocamere anteriori da 32 MP di cui la seconda ultra-grandangolare, per differenze nei tipi di registrazione video supportati e per la batteria da 4700 mAh con ricarica cablata a 67 W e senza ricarica senza fili;[4]
- Xiaomi 14T, variante rilasciata a settembre 2024 che differisce dal modello base per lo schermo AMOLED da 6,67" con risoluzione 1220x2712, il chipset MediaTek Dimensity 8300 Ultra, differenze nei tagli di memoria, per il fatto che il terzo obiettivo posteriore è da 12 MP grandangolare, per la batteria da 5000 mAh con ricarica cablata a 67 W e senza ricarica senza fili e la presenza della funzionalità di Google Circle to Search;[5][6]
  - Xiaomi 14T Pro, variante del 14T che differisce da quest'ultimo per il frame laterale in alluminio, il chipset MediaTek Dimensity 9300+, i diversi rapporti focali degli obiettivi posteriori e per la ricarica cablata a 120 W (che, secondo il produttore, consente la ricarica completa in 19 minuti) e ricarica senza fili a 50 W.[7]